# Marguerite Aron
Pour les articles homonymes, voir Aron.
Marguerite Aron, née le 14 mars 1873 à Paris 9e arrondissement et morte le 15 février 1944 à Auschwitz en Pologne, est professeure et femme de lettres française, auteure d'ouvrages de morale chrétienne. Elle est issue d'une grande famille israélite, humaniste et républicaine.
Entre 1912 et 1940, Marguerite Aron est lauréate d'un certain nombre de prix littéraires tout en exerçant en tant que professeure en particulier au lycée Victor Duruy. 
Marguerite Aron est citée au Panthéon de Paris sous l'inscription des « Écrivains morts pour la France pendant la guerre 1939-1945 »,.

## Biographie
Marguerite Elisa Aron est née le 14 mars 1873 à Paris 9e arrondissement rue Richer. Sa famille est juive, laïque et républicaine. Elle est la fille d'Adolphe Aron (1836-1900) et d'Albertine Gaus (1846-1916), son épouse d'origine allemande. Son père Adolphe ajouta à son nom celui de Hauser pour s'appeler Adolphe Aron-Hauser, il était commerçant mais avait aussi le gout de l'écriture et de l'histoire, il écrit en 1869 La Renaissance des émules d'Hiram, un texte sur la légende d'Hiram ; une loge maçonnique sous le second Empire du Grand Orient de France.
Marguerite Aron est également la nièce d'Henry Aron (1842-1885) le plus jeune de la fratrie de son père Adolphe, Henry est publiciste c'est-à-dire journaliste mais surtout rédacteur en chef du Journal officiel avant qu'il ne devienne publication de l'État. Marguerite est aussi la cousine de l'économiste, historien, géographe et professeur d'université successivement à Clermont-Ferrand, à Dijon, et à la Sorbonne, Henri Hauser (1886-1946) dont la mère Zélia Aron est la petite sœur de son père.

### Parcours professionnel
Ancienne élève de l'École normale supérieure de jeunes filles de Sèvres (13e promotion en 1893), à partir de 1930, elle mena une carrière dans l'enseignement public pendant plus de 35 ans, à laquelle elle se voua avec une grande ardeur, en particulier, lorsqu'elle fut professeur au lycée Victor Duruy  (Paris 7e), en parallèle de sa carrière d'écrivain.
Après son agrégation de lettres en 1897 et jusqu'à 1908, elle est professeure successivement à Niort, à Reims, à Versailles, à Paris enfin, d'abord au lycée Molière puis au lycée Victor Duruy où elle enseigne de 1917 à sa retraite en 1933.

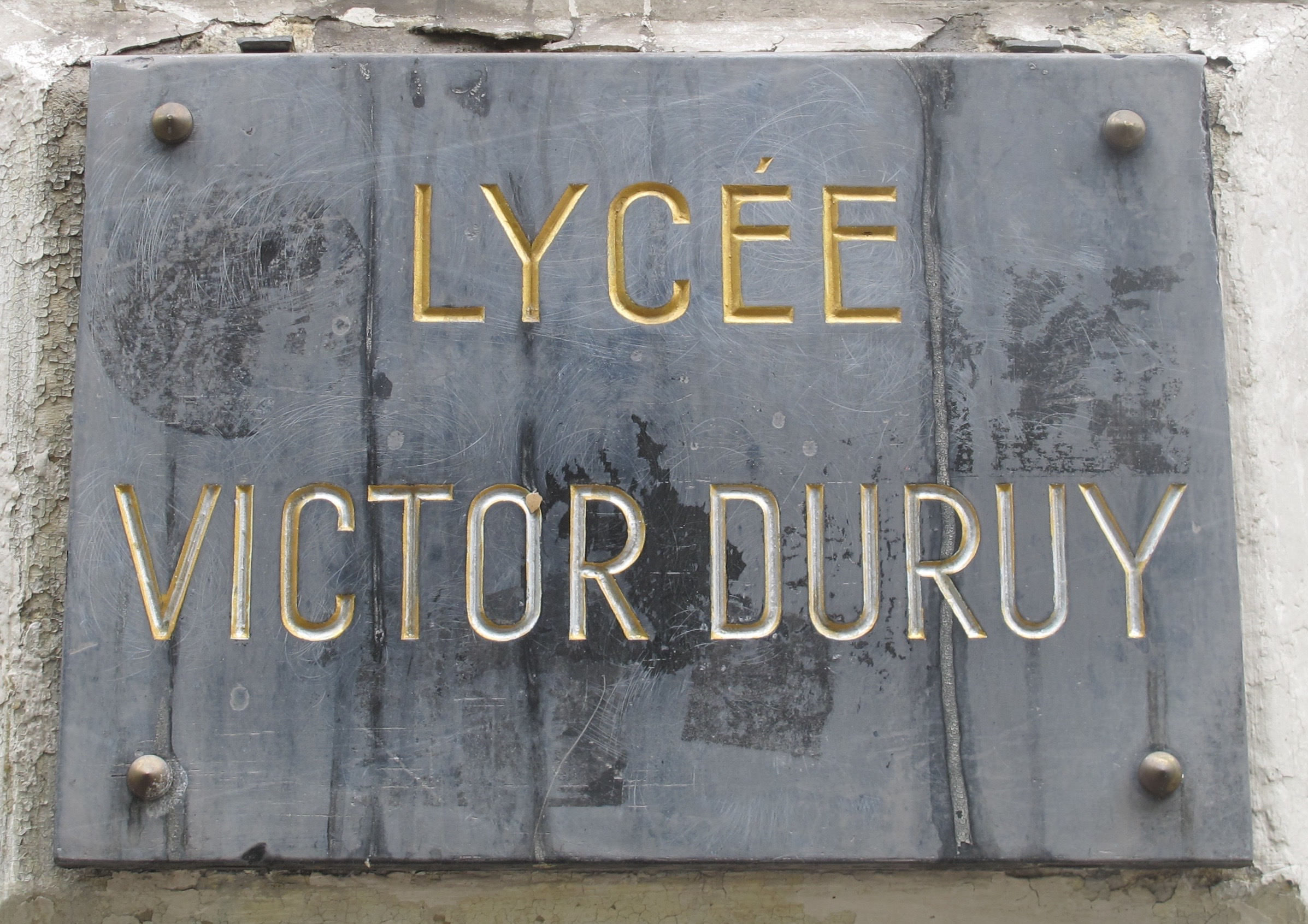
Plaque du Lycée Victor Duruy

Femme de lettres, elle publie Journal d’une Sévrienne récompensé par le Prix Montyon de l’Académie française en 1912. Dans cet ouvrage, Marguerite s'interroge sur le meilleur modèle d'éducation pour les enfants. Elle voulait dans son ascétisme originel que « l'éducation des enfants soit confiée à des hommes et des femmes vivant à part du Siècle et ignorant ses infirmités ». 
Elle publie par la suite en 1925 Le triptyque de Solesmes, petit ouvrage dans lequel elle met en scène trois personnages : le curieux, l’esthète et l’homme de bonne volonté. Marguerite Aron écrit un certain nombre d'ouvrages à la suite du Journal d'une Sévrienne, dont la plupart seront récompensés par des prix littéraires tels Un animateur de la jeunesse au XIIIe siècle. Bx Jourdain de Saxe ouvrage qui obtint le prix Bordin en 1931. Puis ce fut le tour du livre L’Église et l’Enfant qui fut récompensé par le Prix Fabien en 1934, ensuite c'est l'ouvrage Prêtres et religieuses de Notre-Dame de Sion le Prix Juteau-Duvigneaux en 1937, et enfin c'est avec le titre les Ursulines qu'elle remporta en 1940, le Prix Constant-Dauguet qui est un ancien prix de philosophie. 
Marguerite Aron prit sa retraite en juillet 1933 et devint professeur honoraire du lycée Victor Dury. En 1936, elle quitta Paris pour s’installer à Solesmes dans la Sarthe. Elle y achète une maison proche de l'abbaye bénédictine Saint-Pierre de Solesmes fondée au XIe siècle,, pour y passer ce qu'elle pensait être une retraite paisible. Elle ouvre ce qu’elle appelle son « Petit-Logis Saint Paul » ouvert aux étudiantes et aux amies.

### Conversion
Elle se convertit au catholicisme le 20 juin 1914 à l’âge de 41 ans en se faisant baptiser dans la Chapelle des bénédictins à Paris dans le 7e arrondissement. Madeleine Berthon, sa biographe indique que Marguerite fut frappée par la démarche spirituelle de Charles Péguy et Paul Claudel. Pour Claudel, cela est confirmé dans le livre de Loukia Efthymiou professeur à l'université d'Athènes dans son étude sur « l'impact spirituel de Paul Claudel sur le milieu enseignant féminin entre les deux guerres ».

### De Solesmes à Auschwitz
Cependant, vers la fin de la Seconde Guerre mondiale, en 1944, le maire de Solesmes de l'époque réquisitionna sa maison afin d'y loger des officiers allemands. Ceux-ci y découvrirent ses origines juives et elle fut alors arrêtée par la Gestapo le matin du 26 janvier 1944 au moment où elle sortait de la messe, devant la porte d'entrée de l'Abbaye Saint-Pierre de Solesmes avec une de ses amies française et catholique la comtesse Elisabeth Cahen d'Anvers, elle aussi, convertie au catholicisme depuis 1895. Marguerite et la comtesse, toutes deux catholiques convaincues et soucieuses d'élégance, ne portaient pas d'étoile jaune. Le révérend Père Dom Cozien abbé de l'Abbaye de Solesmes de 1921 à 1960, se rendit au Mans, à la Kommandantur, s'efforçant d'intervenir en plaidant pour qu'on les relâche mais rien n'y fit. 
Marguerite Aron et Elisabeth Cahen d'Anvers furent toutes deux emmenées au camp d'Auvours à Champagné à 12km du Mans qui servit de dulag c'est-à-dire de camp de transit, puis arrivèrent au camp de Drancy le 30 janvier 1944 soit 4 jours après leur arrestation. Marguerite Aron est déportée vers Auschwitz dans le convoi n°68 du 10 février 1944 qui arrivé le 13 février. Elle est envoyée à la chambre à gaz dès son arrivée,.

### Souvenir à Solesmes
En 2001, la municipalité de Solesmes a fait apposer une plaque de commémoration sur la façade de son domicile pour lui rendre hommage régulièrement.

### Citation au Panthéon de Paris
Dans la liste des personnes citées au Panthéon de Paris, Marguerite Aron figure parmi les Écrivains morts pour la France.

## Ouvrages[22]
- École d'assistance aux malades… Malades et gardes-malade (psychologie pratique et professionnelle), causeries des… 13 et 20 janvier 1910, Paris Fischbacher, 1910
- Le journal d'une Sévrienne, Alcan, 1912Prix Montyon 1912
- Bienheureux Jourdain de Saxe : lettres à la B. Diane d'Andalo (1222-1236), Desclée de Brouwer et cie, 1924
- Le Triptyque de Solesmes, Desclée de Brouwer et cie, 1925
- Sur les heures dominicaine, Desclée de Brouwer et cie, 1926

- Un animateur de la jeunesse au xiiie siècle : vie, voyages du Bx Jourdain de Saxe, maître-ès-arts à Paris et général des frères prêcheurs de 1222 à 1237, Éditions Desclée de Brouwer et cie, 1930Prix Bordin 1931
- Chemin de croix. XIV héliogravures d'après les originiaux en chêne sculpté de Raymond Dubois dans l'église de Pont d'Ouilly (Calvados). Aron, Marguerite, Raymond Dubois Éditions Desclée de Brouwer et cie 1932

- L’Église et l’Enfant, Bernard Grasset, 1934, éditions Grasset, 1934Prix Fabien 1934
- Prêtres et religieuses de Notre-Dame de Sion, éditions Grasset, 1936Prix Juteau-Duvigneaux 1937
- Image de la Mère Marie de Saint-Julien Aubry, ursuline de Blois et fondatrice de l'Union romaine 1850-1914, d'après des extraits de ses lettres et des fragments de ses écrits Éditions Spes , 1939
- Les Ursulines, Bernard Grasset, 1937, éditions Grasset, 1937Prix Constant-Dauguet 1940
- Image de la Mère Marie de Saint-Julien Aubry, Ursuline de Blois et fondatrice de l'Union romaine, 1850-1914, d'après des extraits de ses lettres et des fragments de ses écrits Paris, Éd. Spes, 1939, p. 18-29.

- Madeleine Berthon[23] (préf. Françoise Mayeur), De Solesmes à Auschwitz : Marguerite Aron 1873-1944, Cerf, 1993, 156 p. (ISBN 978-2204047579).

- François Regnault, Notre objet a, 2003, 48 p. (ISBN 978-2-86432-398-3).

- Dr Edouard Belaga Dr Ekaterina Belaga, Professor Marguerite Aron - Jewish Catholic Martyr of Nazism (1873-1944), 2019[24].